# Veronica Rodriguez

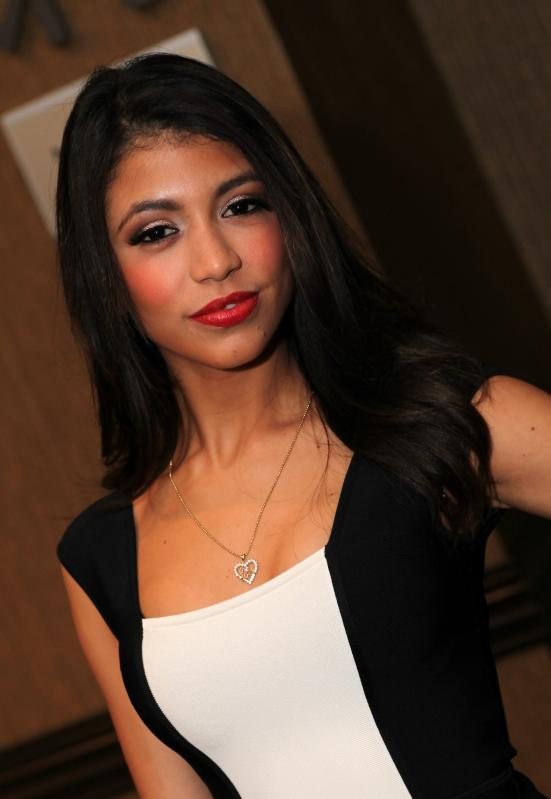
Veronica Rodriguez bei den AVN Awards 2013

Veronica Rodriguez (* 1. August 1991 in Maracay, Aragua) ist eine venezolanische Pornodarstellerin.

## Werdegang
Rodriguez besuchte eine katholische Privatschule, in der Mädchen von Jungen getrennt unterrichtet werden. Nachdem ihre Eltern geschieden waren, kam sie mit ihrer Mutter in die USA; zunächst für vier Jahre nach Chicago, dann zogen sie weiter nach Miami. In Miami ging sie zu einer öffentlichen Schule. Bevor sie in die Porno-Welt trat, hatte Veronica einen Job in einem Einkaufszentrum, wo sie als Verkäuferin arbeitete. Sie hatte ihre erste Szene mit Bang Bros in Miami. Danach arbeitete sie weiterhin mit High-End-Pornostudios wie Jules Jordan und Evil Angel.
Ihr bekanntester Film ist Oil Overload 11 mit Manuel Ferrara und Apocalypse X. 2014 war für sie ein erfolgreiches Jahr und sie hat den Fannys Award des Jahres gewonnen und wurde von XRCO für den Cream Dream Award nominiert. Rodriguez hat bisher u. a. für folgende Studios gedreht: Jules Jordan Video, Bang Bros, Reality Kings,  Evil Angel, Digital Playground, Elegant Angel und Brazzers.

## Filmografie (Auswahl)
- 2012: Big Mouthfuls 14
- 2012: Latina Sex Tapes 2
- 2013: Latinas on Fire
- 2014: Apocalypse X
- 2014: Oil Overload 11
- 2014: Tug Jobs 36
- 2014: Cuties 6
- 2014: Flesh Hunter 12
- 2015: Lock and Load
- 2015: Squirt for Me 2
- 2015: Young & Glamorous 7
- 2016: Slut Puppies 11
- 2016: Women Seeking Women 131
- 2016: Bang POV 1
- 2016: My Dirty Maid 1
- 2016: Young & Beautiful 2
- 2017: Girl Squirt
- 2017: Interracial Encounters
- 2017: Rubbing Down A Horny Slut
- 2017: Deviant Latinas
- 2017: Car Wash Girls 4
- 2018: Girl Squirt 2
- 2019: World Of BangBros: Petites 3
- 2019: Meditation Session
- 2019: Pussy Lust 7
- 2019: Girls Gone Pink 10
- 2019: Swallow My Squirt 9
- 2020: Mom Knows Best 19
- 2020: Naughty Office 67
- 2020: My Dirty Maid 13
- 2021: Cum in a Teen
- 2021: Young Lesbians 3way

## Auszeichnungen
- The Fannys Award: 2013 – Winner: Ethnic Performer of the Year
- 2014 Adult Movie Entertainer of the Year Award for ED’s 2014 Entertainer Awards
- 2014 AVN Award for Best All-Girl Group Sex Scene, in „Party of Three“ no. 7, Bang Productions; (Veronica Rodriguez, Mercedes Lynn & Roxanne Rae)